# Penang Open 1938
Die Penang Open 1938 im Badminton fanden an mehreren Wochenenden des Jahres 1938 statt. Die letzten Finalspiele wurden Mitte Oktober ausgetragen.

## Sieger und Finalisten
| Disziplin             | Sieger                     | Finalist                    | Ergebnis         |
| --------------------- | -------------------------- | --------------------------- | ---------------- |
| Herreneinzel          | Tan Kin Hong               | Lim Ewe Chye                | 15-11, 0-1, 15-3 |
| Dameneinzel           | Cecilia Chan               | Claire Chan                 | 11-1, 11-0       |
| Herrendoppel          | Tan Kin Hong Ooi Teik Hock | Song Yok Kooi Khoo Eng Aun  | 21-19, 23-20     |
| Junioren-Herreneinzel | Ooi Teik Hock              | Chee Choon Wah              |                  |
| Junioren-Dameneinzel  | Bija Banvour               |                             |                  |
| Junioren-Herrendoppel | Song Yok Kooi Khoo Eng Aun | Chee Choon Wah Ng Swee Khee |                  |
| Junioren-Mixed        | Ooi Teik Hock Bija Banvour | Song Yok Kooi C. E. Seng    |                  |